# Фрідріх Карл фон Савіньї
Фрідріх Карл фон Савіньї (21 лютого 1779, Франкфурт-на-Майні – 25 жовтня 1861, Берлін) – німецький правознавець і державний діяч. Один з найвідоміших представників історичної школи права та найвидатніших юристів свого часу. Знаний у Німеччині та Європі романіст (фахівець з римського права) і цивіліст.

## Біографія
Народився в старовинній родині онімечених французьких дворян-протестантів (батько лютеранин (юрист за професією), мати – кальвіністського віросповідання), котрі походили з Лотарингії від графів Меца, Люнебурга і Дакбурга. Ще з 30-х рр. XVII ст. через гоніння протестантів у Франції Савіньї залишили Лотарингію й осіли у Франкфурті.
Савіньї рано осиротів: 1791 втратив батька, 1792 померла матір. Його вихованням та освітою займався близький батьків друг Вецлар фон Нейрат (працював у імперському Верховному суді). Коли Савіньї досяг 15 років, Нейрат, щоб підготувати його та свого сина до вступу в університет, прочитав юнакам курс позитивного, природного міжнародного, римського та імперського (державного) права. Наполегливі заняття дали змогу Савіньї вступити в шістнадцятирічному віці до Марбурзького університету. Вивчав право в Марбурзькому університеті (1795 – 1799) та в Геттінгенському (1796 – 1797).
1800 захистив в Геттінгенському університеті магістерську дис. «Про конкуренцію формальних деліктів». З 1801 р. – приват-доцент Марбурзького університету, а з 1803 – екстраординарний професор. Читав кримінальне (тільки протягом першого року викладання) і римське право.
В 1808 – 1810 рр. – професор римського цивільного права в Ландсгуті (Баварія). З 1810 і до кінця своєї викладацької кар’єри (1842) – професор римського цивільного права Берлінського університету (викладав Інституції та Пандекти).
У 1817 р. був державним міністром Пруссії, член Державної ради Пруссії. Був членом Таємної ради Пруссії. У 1819 – 1842 рр. – суддя Берлінського ревізійного і касаційного суду для Рейнських провінцій. З 1826 р. – член комісії з перегляду Прусського зводу законів. У 1842 – 1848 роках (28 лютого 1842 — 18 березня 1848) був міністром з перегляду законів Пруссії (Королівський прусський державний міністр і юстиції (міністр законодавства)).

## Вчення про право
Чітко сформулювати свої погляди на право вченого-юриста підштовхнув намір заперечити теорію створення права законодавцем, яку висунув правознавець Тібо. 
	Результати робіт Савіньї на політико-правові теми сучасник може побачити у його творах «Право володіння» і у шеститомному виданні «Система сучасного римського права».
	На думку Савіньї, право розвивається в кожному суспільстві і народі історично, поетапно. Його розвиток не знаходиться у залежності від випадку, і тим паче чия не будь сваволя не може вплинути на розвиток права. Право є компонентом свідомості будь-якого суспільства і проявляється у вигляді створення в ньому юридичних інститутів та абстрактних образів і визначень.
	Якщо розглядати розвиток права, як такого, поетапно, то на початку право знаходиться у формі «природного права», яке існує у суспільній свідомості( у своїх творах вчений казав що право існує у національному дусі) і, в реальному житті, знаходить вираз у юридичних відносинах (їх встановленні, припиненні чи зміні). Далі, розвиток суспільства, його культури, духовних цінностей призводить до розвитку права. Воно стає об’єктом вивчення науковців, юристів, а далі, в їх руках, перетворюється на цілу науку. Савіньї вважає що на цьому етапі законодавча діяльність неможлива без обробки права юристами.
	Савіньї у своїх творах зазначав, що розвиток права іде нерозривно від розвитку національного духу, у тісній взаємодії з ним. Він порівнює розвиток права з розвитком живого організму, вважає їх еволюції дуже схожими. Бо, наприклад, як зерно потрохи розвивається і визріває, так само і право, з часом росте і стає більш чітким і визначеним у народному дусі. Спочатку воно не є об’єктом вивчення науковцями, це – перший етап, коли право виражене у формі звичаїв, потім – стає предметом обробки правознавців, це – другий етап. Тут також просліджується аналогія з живим організмом. Так, наприклад, рослина до кінця життя не втрачає зв’язку зі своїм корінням. Право, так само, не може бути вивченим окремо від звичаїв і загальних переконань суспільства, є невідривним від них.

## Основні праці
- Право володіння (монографія, 1803);
- Історія римського права у середні віки (тт. 1 – 6, 1815 – 1831);
- Система сучасного римського права (тт. 1 – 8, 1840 - 1849);
- Про завдання нашого часу щодо законодавства і правознавства (Берлін, 1814);
- Зобов’язальне право (2 томи (1851 – 1853), рос. переклад – М., 1876).